# Большеклювая ворона
Большеклю́вая воро́на (лат. Corvus macrorhynchos) — вид птиц из семейства врановых. Выделяют 8 подвидов.

## Описание
Эта ворона отличается большим клювом. Оперение на голове, крыльях и хвосте чёрное с зеленым и пурпурным блеском, на остальных частях тела тёмно-серое. Хвост клиновидный, не имеет перьевой «бороды» на горле. Размеры сильно варьируют, длина 46—59 см; масса до 1300 граммов; в северных частях ареала эти вороны крупнее, чем в южных, также варьирует размер клюва, степень развития удлиненных перьев на горле.

## Ареал, места обитания
Распространена в Южной, Юго-Восточной и Восточной Азии (от Паропамиза к востоку до побережий Охотского, Японского, Желтого, Восточно-Китайского и Южно-Китайского морей), на Дальнем Востоке России (в Приамурье и Приморье, на Сахалине и Южных Курильских островах к северу до Урупа). Так же занимает острова: Шри-Ланка, Андаманские, Большие Зондские, Малые Зондские, Филиппины, Хайнань, Тайвань, Рюкю, Цусима, Хоккайдо, Хонсю, Сикоку, Кюсю, Садо, Оки, Идзу, Танегасима, Якусима, Огасавара, Чеджудо.
Населяет леса, речные долины, побережья морей, антропогенные ландшафты. Эта птица оседлая и совершает только небольшие кочевки. Не боится людей, поэтому осень и зиму пережидает у населенных пунктов, порой образуя довольно большие стаи.

## Гнездование
Брачный период у большеклювой вороны длится с февраля по март.
Селятся они не колониями, а парами отдельно друг от друга. Пары постоянные. Эти птицы начинают строить гнезда в конце марта и в апреле, на деревьях. В строительство идут сухие ветки, в стенки гнезда вплетают лубяные волокна, стебли трав, корешки, внутри выстилают шерстью и перьями. Диаметр такого гнезда составляет 50—55 см, высота 18—30 см. Кладка состоит из 3—6 яиц размером 46,5×31,5 мм, зеленоватой, серо-зеленой или зеленой окраски с бурыми пятнами, мазками, крапинами. Насиживает самка в течение 20—21 дня. Птенцы вылупляются в конце апреля и в мае, в июне покинув гнезда находятся под присмотром родителей в течение месяца или больше.

## Питание
Эти птицы потребляют все, что находят на земле и деревьях, им сгодится всё, что покажется съедобным: мелкие животные (и живые и мертвые), растения. Эти птицы ведут себя очень смело рядом с человеком, поэтому они могут охотиться на домашних кур и кошек.
В Японии их считают за вредителей потому, что вороны кормятся из мешков для мусора, портя их. Используют для гнезда вещи, выкинутые людьми.

## Галерея

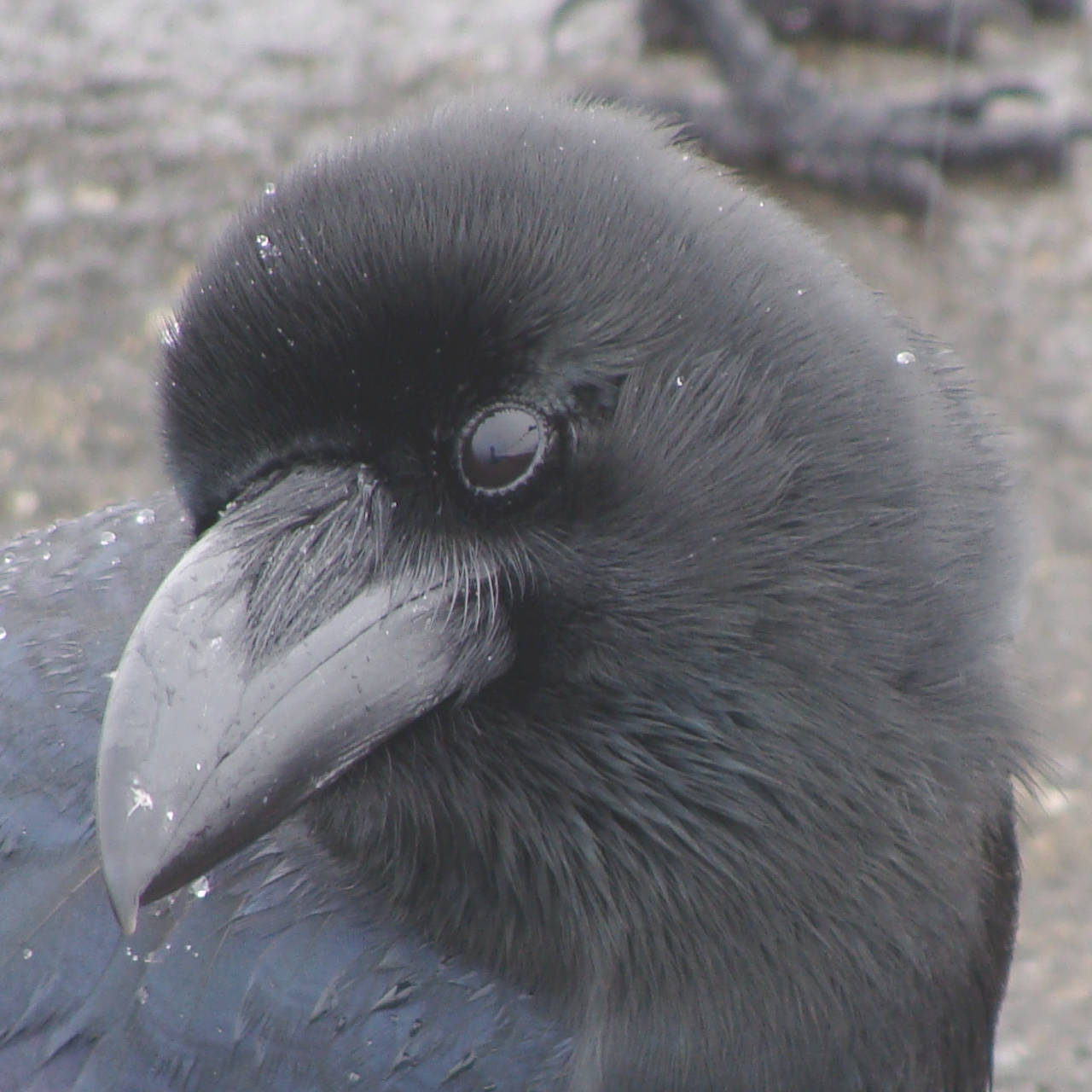
Голова
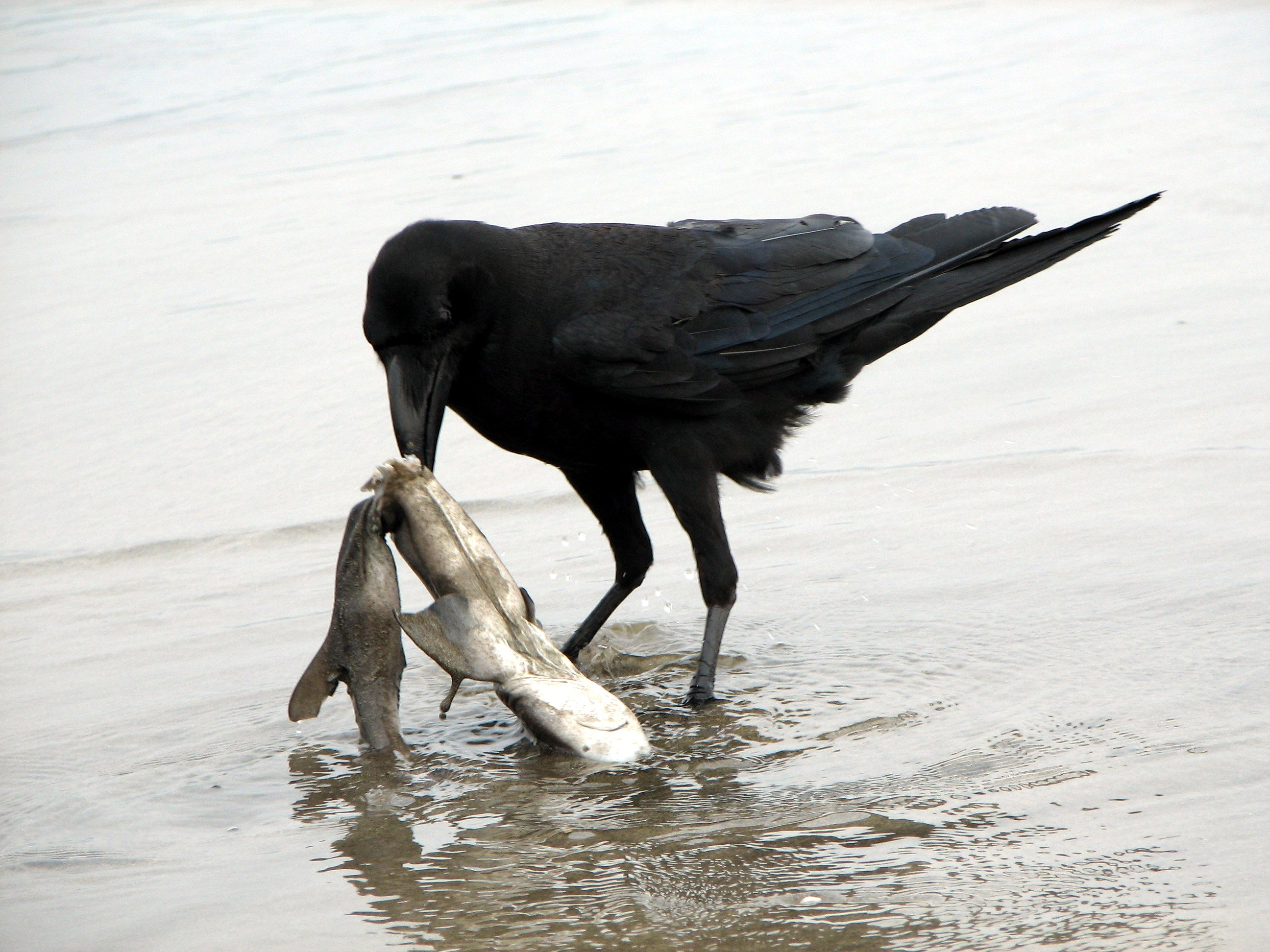

- Видеофайл
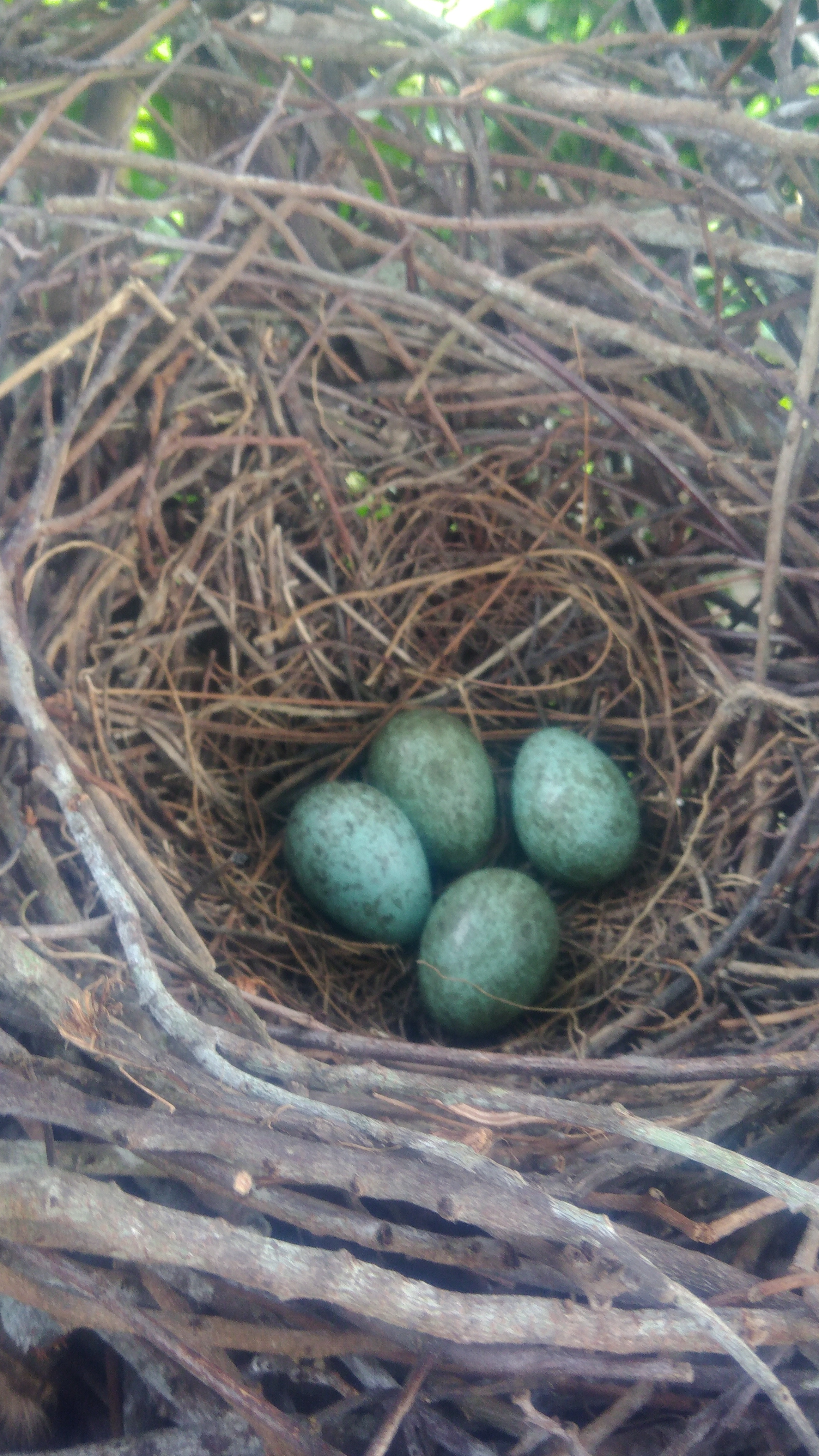
В гнезде 4 яйца

## Голос
По голосу напоминает блестящего ворона, с которым он ближе всего по родству, но более глубокий и обычно более резонансный, описываемый как обычное громкое «кхаа-кхаа-кхаа». Однако он может издавать ряд звуков, некоторые из которых можно охарактеризовать как «кау-кау», а другие — ошибочно принять за стук дятла.